# Any Video Converter
Any Video Converter est un convertisseur vidéo développé par Anvsoft Inc. pour Microsoft Windows et macOS. Il est disponible en version gratuite et payante. Toute version Windows d'Any Video Converter a remporté le prix 5 étoiles de CNET.

## Caractéristiques
Ce logiciel convertit la plupart des fichiers vidéo, y compris AVI, FLV, MOV, MP4, MPG, M2TS, MTS, RMVB, AVCHD, MKV, WebM (V8), QT, WMV, VOB, 3GP, 3GPP2, DivX, et plus dans d'autres formats audio tels que MP3, AC3, OGG, AAC, WMA, M4A, WAV, APE, MKA, AU, M4B, AIFF, FLAC, DTS, etc. Les fichiers de sortie résultants peuvent être transférés sur un iPod, iPhone, iPad, Apple TV, PSP, Samsung, HTC, Android, BlackBerry, Nokia, Xbox, Smartphones, etc. 
Ce logiciel gratuit remplit également des fonctions telles que le téléchargement de vidéos à partir de sites de partage de vidéos en ligne tels que YouTube, Niconico, MetaCafe, etc. Les utilisateurs peuvent éditer des vidéos à leur guise, comme couper, faire pivoter, retourner, ajouter des effets vidéo, combiner plusieurs vidéos en un seul fichier . De plus, il permet également aux utilisateurs de créer des vidéos HTML5 avec un code d'intégration prêt à être utilisé pour les sites Web, de graver des vidéos sur un DVD ou un disque DVD AVCHD, d'augmenter la vitesse de conversion vidéo jusqu'à 10 fois plus rapidement avec l'accélération CUDA.Il peut également utiliser AMD APP Encoder et Inter QSV pour l'encodage vidéo X264 / H264, X265 / H265/HEVC.

## Réception
Le logiciel a été jugé "facile à utiliser"  et "l'interface facile à manipuler".
AVC a été présenté comme le téléchargement du jour de Lifehacker le 30 novembre 2006.
Le magazine Windows Vista avait un didacticiel sur la conversion de fichiers vidéo avec le logiciel pour la visualisation sur une PSP dans son numéro d'avril 2007. Le logiciel a également été examiné en 2008 par MacLife pour sa capacité à convertir des fichiers pour les visualiser sur un iPod.